# ليانا كريل
ليانا كريل (بالإنجليزية: Leanna Creel)‏ هي مصورة وكاتبة سيناريو ومنتجة أفلام ومخرجة وممثلة أمريكية، ولدت في 27 أغسطس 1970 بلوس أنجلوس في الولايات المتحدة.

## أعمال

### مسلسلات
- أنقذه الجرس

## وصلات خارجية
- ليانا كريل على موقع IMDb (الإنجليزية)
- ليانا كريل على موقع ألو سيني (الفرنسية)
- ليانا كريل على موقع أول موفي (الإنجليزية)
- ليانا كريل على موقع قاعدة بيانات الأفلام السويدية (السويدية)
- ليانا كريل على موقع قاعدة بيانات الفيلم (الإنجليزية)
- ليانا كريل على موقع كينوبويسك (الروسية)